# Murillo de Gállego
Murillo de Gállego (aragónul Morillo de Galligo vagy Moriello de Galligo) település Spanyolországban,  Zaragoza tartományban. Murillo de Gállego Las Peñas de Riglos, Ayerbe, Biscarrués, Santa Eulalia de Gállego, Agüero, Ardisa, Luna és Puendeluna községekkel határos. Lakosainak száma 203 fő (2024).

## Népesség
A település népessége az utóbbi években az alábbiak szerint változott:
| Lakosok száma | 132  | 182  | 173  | 165  | 202  | 183  | 175  | 183  | 197  | 203  |
|               | 2001 | 2004 | 2007 | 2009 | 2012 | 2014 | 2017 | 2019 | 2022 | 2024 |